# Dionysios Kasdaglis
Dionysios Kasdaglis (græsk: Διονύσιος Κάσδαγλης; født 10. oktober 1872 i Salford, England, død 6. juli 1931 i Bad Nauheim, Tyskland) var en græsk-egyptisk tennisspiller, som deltog i to af de første moderne olympiske lege. Han hed egentlig Demetrius Casdagli, men er i flere kilder omtalt som Dionysios Kasdaglis.
Kasdaglis stillede op i både single og double ved OL 1896. I indledende runde i single besejrede han en franskmand og en anden græker, og i semifinalen besejrede han ungareren Mumcsilló Tapavicza. I finalen mødte han briten John Pius Boland, som vandt i to sæt. I double spillede han sammen med Demetrios Petrokokkinos og de besejrede i indledende pulje et andet græsk par. I semifinalen mødte de australieren Teddy Flack og briten George Stuart Robinson, som de ligeledes besejrede. I finalen stod de over for briten John Pius Boland og tyskeren Fritz Traun, der sikrede sig mesterskabet.
Han var også med ved de olympiske mellemlege 1906, hvor han var indskrevet til single, men stillede ikke op. I mixeddouble spillede han sammen med Fronletta Paspati, og parret tabte i første runde til et andet græsk par.
Kasdaglis' far, Emmanuel Casdagli, ejede en bomuldsvirksomhed i Manchester, og derfor kom han til verden her. Som voksen kom han til at drive en afdeling af sin fars virksomhed i Egypten fra 1895, og han boede i dette land til sine dages ende. Han var egentlig britisk statsborger, og hans familie havde russiske rødder. Familien havde taget sit græsklydende navn, da bedstefaderen til Kasdaglis flyttede til Grækenland i begyndelsen af 1800-tallet. Faderen var født på Rhodos, men flyttede i 1862 til Manchester, hvor han etablerede sin virksomhed.
I 1917 blev han hovedperson i en vigtig retsafgørelse efter britisk lov, som handlede om hans ret til at have domicil i Egypten, der var blevet britisk protektorat i 1914. Han ville skilles fra sin hustru, der under retssagen hævdede, at Kasdaglis var brite, mens han selv mente, han var egypter. Hustruen fortalte i retten, at han nemt kunne have fået græsk statsborgerskab, da de blev gift i 1905, men at han holdt hårdt på at være brite. Retssagen afgjorde, at han havde ret til at have domicil i Egypten, og han må derfor fra den tid regnes som egypter.
I alle olympiske optegnelser er han i forbindelse med sin deltagelse i de olympiske lege dog anført som græker, men reelt ville det have været mere korrekt at betegne ham som britisk.
Hans bror, Xenophon Casdagli, var også tennisspiller, der vandt to medaljer ved de olympiske mellemlege i 1906.